# George Lopez
George Edward Lopez (ur. 23 kwietnia 1961 w Los Angeles) – amerykański komik i aktor pochodzenia meksykańskiego, osobowość telewizyjna.

## Życiorys

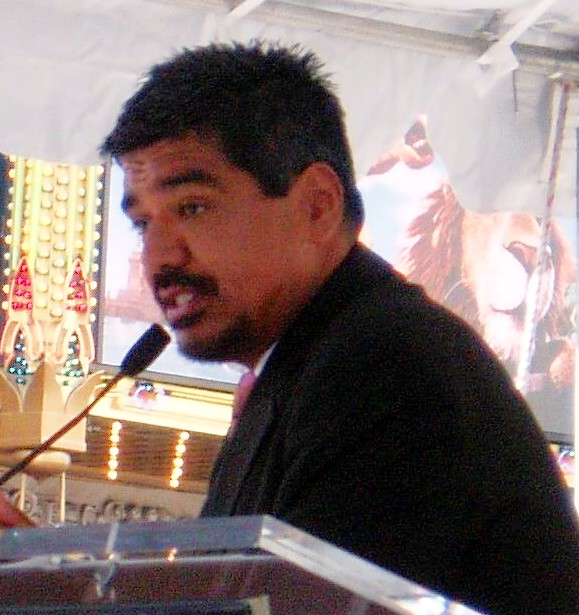
George Lopez (2006)

George Lopez dorastał w Mission Hills w Los Angeles. W dzieciństwie został opuszczony przez rodziców, był więc wychowywany przez babcię Benne Gutierrez – pracownicę fabryki – oraz jej męża Refugio Gutierreza, który pracował jako robotnik budowlany. Lopez negatywnie wspominał swoje dzieciństwo. Po ukończeniu szkoły średniej podjął się pracy w fabryce, z czasem jednak zajął się sztuką.
W latach 80. zaczął występować jako stand-uper, wówczas pojawił się w programach telewizyjnych Comedy Club i The Arsenio Hall Show. W 2003 roku współprowadził ceremonię rozdania Nagrody Emmy, w tym samym i następnym roku był gospodarzem ceremonii rozdania Latin Grammy Awards. Od 2009 do 2011 prowadził talk-show Lopez Tonight, a w 2012 roku był prowadzącym randkowego teleturnieju Take Me Out.
Współautor książki Why You Crying? My Long, Hard Look at Life, Love, and Laughter, wydanej w 2004 roku.

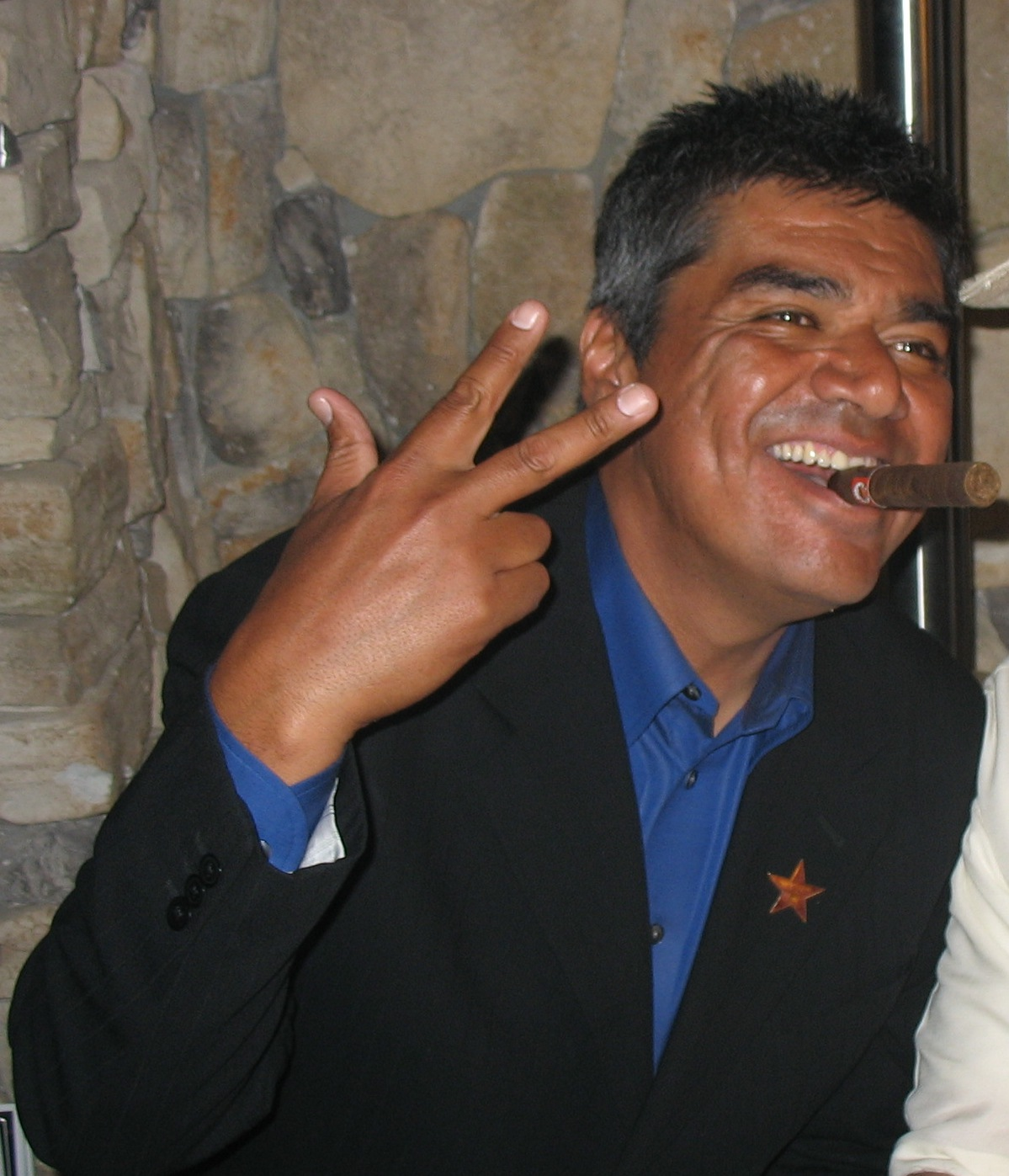
George Lopez (2007)

## Filmografia[1]
(stan na 15 marca 2025)
- Narciarski patrol (1990)
- Chleb i róże (2000)
- George Lopez (2002–2007)
- Prawdziwe kobiety są zaokrąglone (2002)
- The Original Latin Kings of Comedy (2002)
- Saint George (2014)
- Części zamienne (2015)
- Lopez (2016–2017)
- W rzece krwi (2018)
- Walking with Herb (2021)
- Lopez vs Lopez (2022–)

### Dubbingi
- Rekin i Lava: Przygoda w 3D (2005)
- Rio (2011)
- Rio 2 (2014)
- Psy i koty 3: Łapa w łapę (2020)

## Albumy komediowe[1]
- Alien Nation (1996)
- Right Now Right Now (2001)
- Team Leader (2003)[a]
- El Mas Chingon (2006)
- George Lopez: America’s Mexican (2007)[a]
- George Lopez: Tall, Dark & Chicano (2009)[a]
- George Lopez: It’s Not Me, It’s You (2012)

## Życie prywatne
18 września 1993 roku poślubił Ann Serrano, trzy lata później parze urodziła się córka Mayan.